# 三味線協奏曲 (藤倉大)
三味線協奏曲 (しゃみせんきょうそうきょく)は、日本の作曲家、藤倉大が2018年に作曲した三味線と管弦楽のための協奏曲である。作品は2019年に室内楽版として発表され、同年に管弦楽版も発表された。

## 作曲の経緯
作品は外資系企業に勤める長谷川綾子と、彼女の友人でもある三味線奏者の本條秀慈郎による共同委嘱によって作られた。

## 初演
室内楽版の世界初演は2019年8月3日にニューヨークのリンカーンセンターにて、「モストリー・モーツァルト・フェスティバル」の一環として、本條秀慈郎の独奏、ヴィムバイ・カジボニ指揮、インターナショナル・コンテンポラリー・アンサンブルの演奏によって初演された。また室内楽版の日本初演は、2020年2月28日に、本條秀慈郎の独奏、アンサンブル・ノマドによって初演された。
管弦楽版の世界初演は2019年9月7日にノルウェーの「プンクト・フェスティバル」の一環として、本條秀慈郎の独奏、クリストファー・ノビン指揮、クリスティアンサンド交響楽団の演奏によって初演された。また管弦楽版の日本初演は翌2020年に、本條秀慈郎の独奏と、大野和士指揮、東京交響楽団の演奏によって初演された。

## 編成

### 管弦楽版
三味線、フルート2、オーボエ2、クラリネット2、ファゴット2、ホルン2、トランペット2、パーカッション、弦楽合奏

### 室内楽版
三味線、フルート1、オーボエ1、クラリネット1、ファゴット1、ホルン1、トランペット1、パーカッション、ピアノ、弦楽合奏

## 楽曲構成
演奏時間は約20分。
作品は、本條秀慈郎のために書かれた、独奏三味線のための「Neo (音緒)」を踏襲している。プログラム・ノートによると、三味線を研究していた際、三味線の奏法である「さわり」から、エレキギターのディストーションに似ているという印象を受け、「Neo」にはなかったそうした奏法によるイントロなどが追加された。